# Delias hallstromi
Delias hallstromi är en fjärilsart som beskrevs av Sanford och Bennett 1955. Delias hallstromi ingår i släktet Delias och familjen vitfjärilar. Inga underarter finns listade i Catalogue of Life.

## Bildgalleri

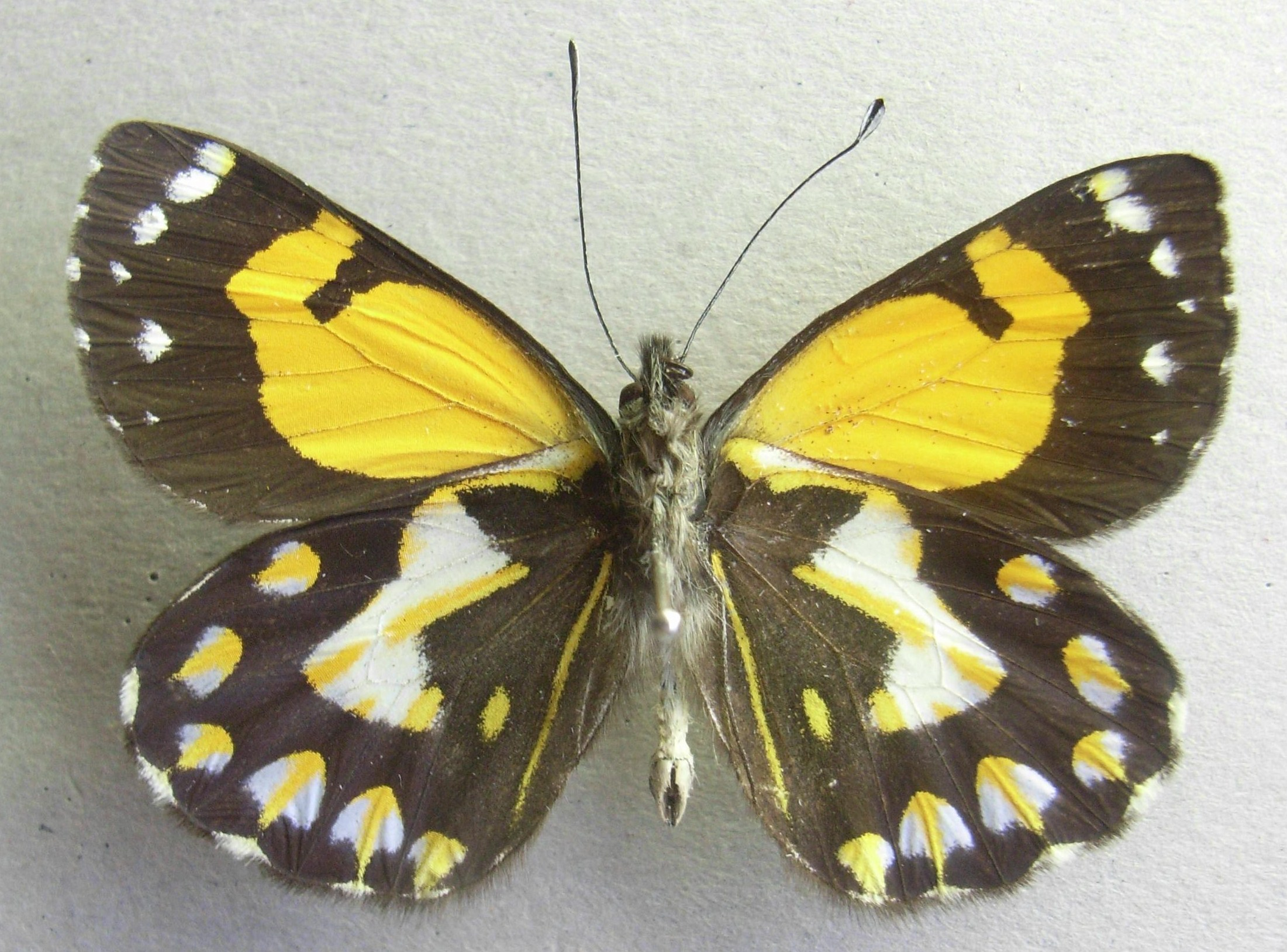
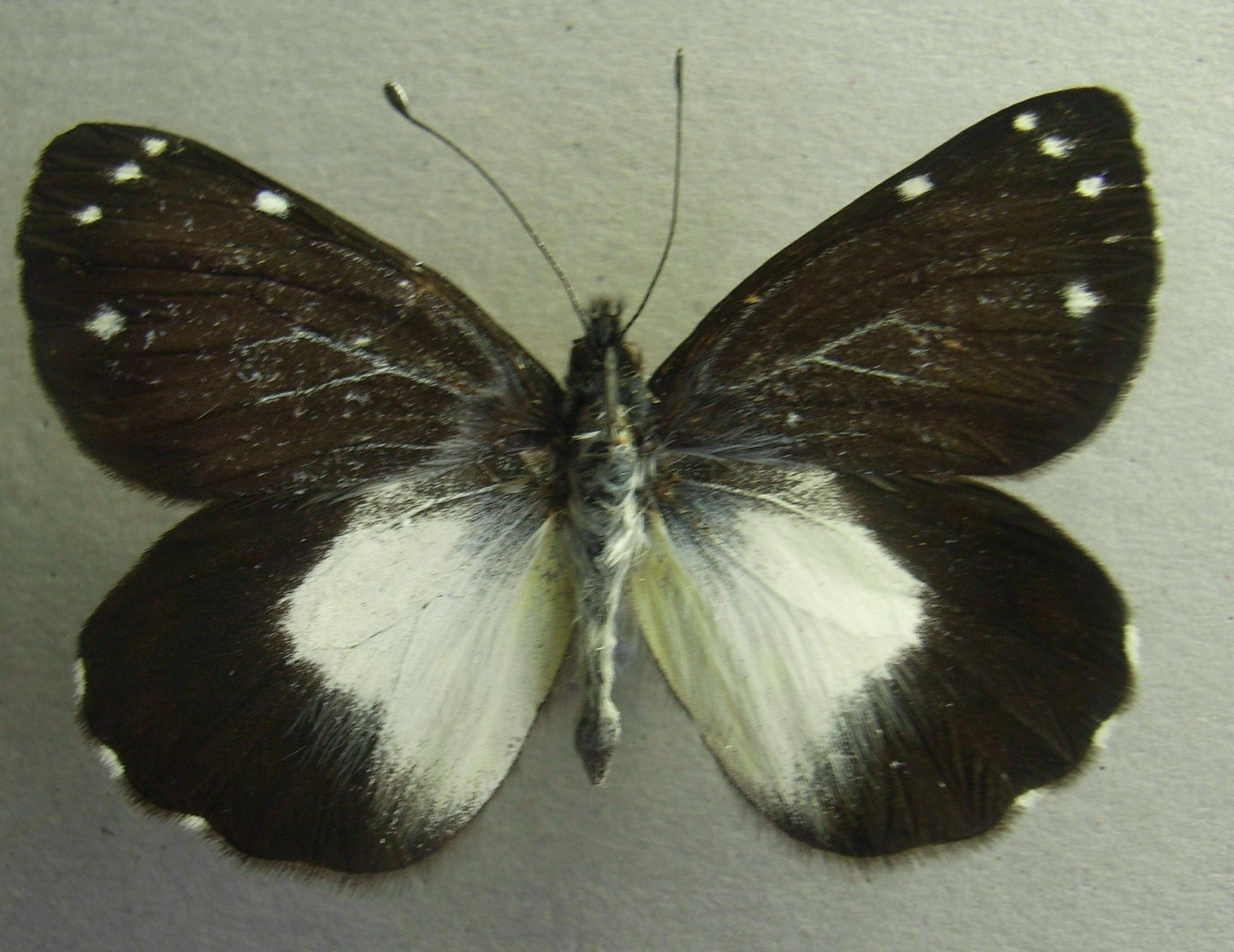